# この雲の果て
『この雲の果て』（このくものはて）は、今井麻美の4枚目のオリジナルアルバム。2013年11月27日に5pb.Recordsから発売された。

## 背景・リリース
今井のアルバムとしては前作『Precious Sounds』から約1年ぶりのリリースとなる。
前作までは「視覚」、「臭覚」、「聴覚」と五感がテーマになっていたが、今作ではそれらとは異なるアプローチで制作したという。そのためタイトルは前作までの英語のタイトルを廃して日本語にしたり、今井自身の想いを強く反映したという。
販売形態はBD付数量限定盤（FVCG-1274）・DVD付盤（FVCG-1275）・通常盤（FVCG-1276）の3種リリースで、BD付盤とDVD付盤には「この雲の果て」・「星屑のリング」のPV、「この雲の果て」のメイキングに加えOVA『コープスパーティー Tortured Souls -暴虐された魂の呪叫-』のオープニング映像を収録したBlu-ray DiscおよびDVDが同梱されている。
本作の発売を記念して秋葉原のパセラAKIBAマルチエンターテインメントのハニトーカフェにてリード曲「この雲の果て」をイメージしたメニューが含まれた「ミンゴスカフェ」が2013年11月24日から12月1日まで開催されている。

### キャッチコピー
この雲の果て、想いの果てには なにがあるのだろう……

## 音楽性
リード曲の「この雲の果て」は、今井曰く「荒々しく空を覆う黒雲」をイメージした曲で、自分のポジティブな気持ちも込められているという。仮歌のレコーディングでは自身が書いた詞に不安を感じ、一時は歌い方さえ分からなくなっていたが、スタッフの励ましのおかげでそうした問題は解消されたという。PVの撮影は湖畔で行われ、シーン中にはメンフクロウの「まるちゃん」が登場している。
4曲目の「Rain〜てのひらのアンブレラ〜」は、雨の日の女の子の想いが込められた軽やかなラブソング。レコーディングではウィスパーボイスで行なったという。
8曲目の「天空の炎〜miragem〜 -Jazz Arr ver.-」 は、前作の8曲目に収録された「天空の炎〜miragem〜」をジャズ風にアレンジしたもので、編曲を手掛けた中村天佑がジャズに明るいことも手伝ってか楽器やアレンジなどが本格的に仕上がっている。ちなみにレコーディングでは原曲と違い頻繁に曲調が変化するため帰宅時は意気消沈していたという。
そして最後にして最も演奏時間の長い曲「Jewel's Tree」はアルバム発売当時も彼の歌う曲の中で最も長い曲だった。今井曰く「優しい曲」。歌詞を選ぶ際今井のバックバンドを務める花岡が制作を手掛けていると知り驚いたという。

## 収録内容
CD
1. この雲の果て [5:12][1]
  - 作詞：今井麻美、作曲：濱田貴司、編曲：酒井陽一
  - テレビ番組『アニメDON!』2013年11月度オープニングテーマ
2. 夏色Sunshine Flower [4:44][1]
  - 作詞：青Yりんご、作曲：濱田智之、編曲：鳥海剛史
  - PS3・PSP用ソフト『向日葵の教会と長い夏休み -extra vacation-』鮎ヶ瀬月子エンディングテーマ
3. Dear Darling [4:21][1]
  - 作詞：紅雨、作曲・編曲：宮崎誠
  - テレビ番組『アニメTV』2013年？月度エンディングテーマ
4. Rain〜てのひらのアンブレラ〜 [5:21][1]
  - 作詞：森由里子、作曲・編曲：橋本由香利
5. 旅人 [4:54][1]
  - 作詞：森由里子、作曲：椎名豪、編曲：幡手康隆
6. Tender Is The Night [5:55][1]
  - 作詞：漆野淳哉、作曲：桐岡麻季、編曲：酒井陽一
  - PS3・Xbox 360用ソフト『DISORDER6』エンディングテーマ
7. 無限旋律 [4:06][1]
  - 作詞：森由里子、作曲：須田悦弘、編曲：奥山アキラ
  - PS3版『英雄*戦姫』オープニングテーマ
8. 天空の炎〜miragem〜 -Jazz Arr ver.- [5:43][1]
  - 作詞：森由里子、作曲：橋本由香利、編曲：中村天佑
9. 路地裏のプラネタリウム [4:36][1]
  - 作詞：山科蓮、作曲・編曲：山口和也
10. 海月〜Jellyfish〜 [6:20][1]
  - 作詞：青Yりんご、作曲：濱田智之、編曲：濱田貴司
11. 散花の祈り [5:00][1]
  - 作詞・作曲：花岡環、編曲：濱田智之
12. 星屑のリング [5:21][1]
  - 作詞：夏瞳、作曲：濱田智之、編曲：伊藤俊
  - OVA『コープスパーティー Tortured Souls -暴虐された魂の呪叫-』オープニングテーマ
13. Jewel's Tree [7:42][1]
  - 作詞：花岡環、作曲・編曲：濱田智之

BD（BD付盤）・DVD（DVD付盤）
1. この雲の果て（Music Video）
2. Dear Darling（Music Video -Short ver.-）
3. 星屑のリング（Music Video）
4. この雲の果て（Music Video -Making-）
5. OVA「コープスパーティー Tourtured Souls -暴虐された魂の呪叫-」オープニング（Bonus Track）

## チャート
| チャート（2013年）                                 | 最高位 |
| -------------------------------------------------- | ------ |
| オリコン                                           | 38     |
| Billboard JAPAN Top Albums                         | 36     |
| Billboard JAPAN Top Independent Albums and Singles | 15     |